# Brittany Rhoads
Brittany Rhoads (* 12. Februar 1989 in Concord, New Hampshire) ist eine ehemalige US-amerikanische Skispringerin.
Rhoads startete ab 2004 bei den Springen in Park City im Rahmen des Skisprung-Continental-Cups. Mit dem 25. Platz 2004 erreichte sie sechs COC-Punkte, mit denen sie am Ende den 54. Platz der Gesamtwertung erreichte. Diese Platzierung konnte sie kein zweites Mal erreichen. In den Saisons 2005/06 und 2006/07 erreichte sie jeweils den 59. Platz der Gesamtwertung. Seit 2007 ist sie bei keinem internationalen Springen mehr gestartet.